# 王自中
王自中（?—?），字道甫，南宋温州府平阳县人，先世為躲亂世，迁至平阳蒲门（今苍南县蒲城乡）。绍兴四年（1134年）出生。“少负奇气，自立崖岸”，十八歲至金华，淳熙五年（1178年）登进士乙科。歷官怀宁（今安徽潜县）主簿、分水（今浙江桐庐北）縣令。受到王蔺的推荐。後知光化军（今湖北丹江口）知守等职。學者稱厚軒先生。

## 延伸阅读
[在维基数据编辑]
 《宋史·卷390》，出自脱脱《宋史》